# Loi d'orientation et de programmation pour la performance de la sécurité intérieure
Ne doit pas être confondu avec LOPSI.
Lire en ligne

Texte de la loi sur Légifrance

LOPPSI 1
La loi no 2011-267 du 14 mars 2011 d'orientation et de programmation pour la performance de la sécurité intérieure est une loi française qui concerne la gestion de la police et de la gendarmerie pour la période 2009-2013. Ce texte, appelé LOPPSI 2 en référence à la LOPSI de 2002 qui avait le même objet et porte presque le même nom mais sans « performance », a été élaboré par les ministres de l'Intérieur Michèle Alliot-Marie puis Brice Hortefeux (UMP).
Le texte concerne en particulier la lutte contre la criminalité générale, la récidive, la délinquance routière, la « cyber-pédopornographie », l'instauration d'un couvre-feu pour les mineurs. Il donne également de nouveaux pouvoirs à la police et prévoit d'en déléguer aux polices municipales et aux entreprises de sécurité privée.
Le Conseil constitutionnel a invalidé, par sa décision du 10 mars 2011, 13 des 142 dispositions du  texte adopté par le Parlement, .

## Présentation
La loi loppsi 2 contient comme principales mesures ,:
- Sécurité routière
  - Confiscation automatique du véhicule des chauffards (notamment pour la conduite sans permis ou pour conduite sous l'influence de l'alcool), si l'auteur du délit en est le propriétaire. Actuellement, le juge peut déjà décider de confisquer le véhicule, mais cette mesure est rarement appliquée. Avec cette loi, le juge devra motiver la décision de ne pas confisquer le véhicule.
  - Selon un amendement introduit en commission des lois, le juge pourrait imposer la conduite d'un véhicule équipé d'un système d'éthylotest, qui empêche le démarrage du véhicule si le conducteur ne réussit pas le test d'alcoolémie et ce pendant une durée de cinq ans ou plus.
  - Sanction du trafic de points du permis de conduire (accepter ou proposer, contre rémunération, d'être désigné responsable d'une infraction routière entraînant un retrait de point au permis de conduire sera passible de six mois de prison).
- Lutte contre la cybercriminalité, Informatique et Internet
  - L'usurpation d'identité sur Internet sera un délit puni d'un an d'emprisonnement et 15 000 euros d'amende.
  - Il sera possible d'imposer aux fournisseurs d'accès à Internet le blocage de sites Web publiant du contenu pédo-pornographique. Initialement, ce blocage pouvait être décrété par une autorité administrative, mais la commission des lois a imposé le passage par une décision de justice ("L'autorité administrative notifie, après accord de l'autorité judiciaire", article 4). Toutefois, en deuxième lecture, l'Assemblée nationale a de nouveau supprimé le contrôle du juge.
  - Une liste noire des sites, non rendue publique, sera établie par l'administration, les FAI seront quant à eux tenus de bloquer l'accès à ces sites.
  - Une obligation de filtrage des adresses IP désignées par arrêté du ministre de l'Intérieur
  - La police, sur autorisation du juge des libertés, pourrait utiliser tout moyen (physiquement ou à distance) pour s'introduire dans des ordinateurs et en extraire des données dans diverses affaires, allant de crimes graves (pédophilie, meurtre, etc.) au trafic d'armes, de stupéfiants, au blanchiment d'argent, mais aussi au délit « d'aide à l'entrée, à la circulation et au séjour irrégulier d'un étranger en France commis en bande organisée » [6], sans le consentement des propriétaires des ordinateurs[7].

- La vente à la sauvette devient un delit puni de peine de prison de six mois
  - La loi pénalise d'une peine de prison de six mois  et de 3 750 euros "la vente à la sauvette" qui était sanctionnée d'une amende de quatrième catégorie de 750 euros.

- Vidéoprotection
  - La "vidéoprotection" remplace la "vidéosurveillance" (première ligne de l'article 17).
  - La Loppsi instaure un délai maximal de garde des vidéos enregistrées des lieux publics. Chaque préfet sera libre de choisir un délai inférieur. Le plafond sera d'un mois. Les sociétés privées n'auront le droit que de consulter les images en direct.
  - Les préfets pourront utiliser la vidéosurveillance, notamment en cas de grands évènements publics, comme les rencontres sportives. La commission des lois s'est opposée à ce que les préfets puissent aller contre l'autorisation des élus locaux pour la mise en place des caméras.
  - La loi prévoit de tripler le nombre de caméras (60 000) et de "permettre aux services de police et de gendarmerie d'accéder aux images". Le Conseil constitutionnel a décidé que les dispositions de la loi adoptée par le Parlement qui prévoyaient de confier à des personnes privées la surveillance générale de la voie publique et ainsi de leur déléguer des compétences de police administrative générale inhérentes à l'exercice de la « force publique » étaient inconstitutionnelles.
  - La loi crée une Commission Nationale de la Vidéoprotection, chargée d'une mission de conseil et d’évaluation de l’efficacité de la vidéoprotection. Depuis sa création jusqu'en juillet 2018, cette commission n’a publié aucun rapport d’activité[8].
- Intelligence économique et renseignement
  - Les agences de renseignement seront agréées par une préfecture.
  - Les agents de renseignement pourront témoigner sous une fausse identité. La révélation de leur réelle identité sera sanctionnée.
  - Les sociétés d'intelligence économique devaient être mieux encadrés, en devant disposer d'un agrément délivré par le ministère de l'intérieur. La méconnaissance de cette obligation pouvait être punie de peines d'amende et d'emprisonnement. Cette disposition a été annulée par le Conseil constitutionnel, car cette incrimination, trop vague, notamment dans la définition des activités susceptibles de ressortir à l'intelligence économique, méconnaissait le principe de légalité des délits et des peines.
  - Les anciens membres de la police, de la gendarmerie et des services de renseignement de l'État devront attendre trois ans après leur départ pour travailler dans ce secteur.
- Fichiers policiers
  - Simplification des mises à jour des fichiers FIJAIS (personnes condamnées pour crimes sexuels) et FNAEG (fichier des empreintes génétiques).
  - Police et gendarmerie pourront croiser les données contenues dans ces fichiers sur la petite et la moyenne délinquance.
- Écoutes téléphoniques et mouchards
  - Dans les enquêtes sur la criminalité organisée, la police disposera de délais plus étendus pour les écoutes téléphoniques.
  - Les enquêteurs pourront placer des mouchards sur les ordinateurs de suspects, sous le contrôle d'un juge d'instruction. Les données personnelles révélées par ces logiciels espions seraient effacées à la clôture de l'enquête.
- Visioconférence
  - Le texte autorise le développement de la visioconférence, notamment pour l'audition de détenus, afin de réduire les coûts de transfert. Elle pourra aussi être utilisée pour tenir des audiences en centre de rétention.
- Préfets délégués à la sécurité
  - élargissement des zones sur lesquels ils peuvent exercer
  - les interdictions de stades non respectées seront sanctionnées jusqu'à un an de prison
- Services de renseignement
  - Il sera interdit de révéler l'identité d'agents des services secrets. Les contrevenants risqueront 5 ans de prison et 75 000 euros d'amendes.
- Distribution d'argent
  - "La distribution sur la voie publique, à des fins publicitaires, de pièces de monnaie ou de billets de banque ayant cours légal est puni de six mois d'emprisonnement et 30 000 euros d'amende."
- Couvre-feu pour les moins de treize ans
  - Un amendement introduit par le gouvernement prévoit que les préfets puissent décréter un couvre-feu entre 23 heures et 6 heures du matin pour les moins de treize ans, dans les cas où « leur présence sur la voie publique durant la nuit […] les exposerait à un risque manifeste pour leur santé, leur sécurité, leur éducation ou leur moralité ».
- Contrat de responsabilité parentale
  - Créé par la loi du 31 mars 2006, le contrat de responsabilité parentale pourra être proposé aux familles dont l'enfant a été interpellé pendant un couvre-feu sans être accompagné par un de ses parents.
  - Le préfet pourra imposer un couvre-feu individuel au mineur considéré.
  - Le parent ou le représentant légal du mineur n'ayant pas respecté le couvre-feu devait être puni de l'amende prévue pour les contraventions de la troisième classe (450 euros). Ces dispositions du texte voté par le Parlement ont été censurées, car il permettait ainsi de punir le représentant légal pour une infraction commise par le mineur, en violation des principes de la responsabilité pénale.
- Habitats illicites
  - L’article 90, introduit par un amendement du gouvernement adopté par la commission des lois du Sénat, puis voté par le Sénat le 10 septembre 2010, créait une procédure d’exception, à l’initiative du Préfet et en l’absence du juge pour expulser les habitants installés de manière « illicite ». Si la procédure contradictoire était prévue dans les textes, elle était néanmoins compromise, et le texte voté par le Parlement prévoyait également la destruction des biens, ainsi qu’une amende de 3 750 euros pour le propriétaire du terrain, public ou privé, qui s’opposerait à ces procédures. Ces dispositions ont été invalidées par le Conseil constitutionnel, car ne respectant pas les équilibres nécessaires entre deux principes constitutionnels, celui de la nécessité de sauvegarder l'ordre public et les autres droits et libertés, notamment des personnes défavorisées et ne disposant pas d'un logement décent.
- Cambriolage
  - Le texte prévoit un durcissement des peines pour cambriolage ainsi que pour les violences envers une personne vulnérable (sept ans d'emprisonnement, voire dix ans, en cas de vol aggravé).
- Police municipale
  - Les policiers municipaux devaient recevoir de nouvelles missions jusque-là conférées aux officiers de police judiciaire (OPJ), et notamment être autorisés, dans certaines circonstances, à procéder à des fouilles, des contrôles d'identité et des dépistages d'alcoolémie. Cette disposition a été invalidée par le Conseil constitutionnel, car ces personnels n'étaient pas « mis à la disposition des officiers de police judiciaire », « eux-mêmes placés sous le contrôle direct et effectif de l'autorité judiciaire » et restaient sous l'autorité de leur employeur, en violation des principes constitutionnels.
- Sécurité privée
  - Le statut des entreprises de sécurité devrait être renforcé.
  - La privatisation des missions de sécurité devrait se développer (les effectifs privés sont de 170 000 salariés environ aujourd'hui et pourraient être supérieurs aux effectifs publics de la police et de la gendarmerie (220 000).
- Données personnelles
  - L’État peut vendre les fichiers personnels des cartes grises « à des fins d'enquêtes ou de prospections commerciales »[9].

## Budget
La LOPPSI prévoit un budget de 2,5 milliards d'euros réparti sur 5 ans :
- 2009 : 187 millions d'euros
- 2010 : 375 millions d'euros
- 2011 : 483 millions d'euros
- 2012 : 657 millions d'euros
- 2013 : 836 millions d'euros

## Historique
Le projet de loi a été présenté par la ministre de l'Intérieur Michèle Alliot-Marie le 19 janvier 2009. Les mesures concernant la cybercriminalité ont été présentées le 24 mars 2009. Le mercredi 27 mai 2009, ce projet de loi est présenté au conseil des ministres.
Le 24 mars 2009, lors du Forum International Cybercriminalité, Michel Alliot-Marie présente Internet : « Criminels et délinquants ont compris qu'ils pouvaient, grâce au monde virtuel, reproduire et amplifier ce qu'ils faisaient dans le monde réel. » : escroqueries en ligne, des attaques racistes et antisémites, pédophilie, pédopornographie, espionnage industriel, terrorisme qui utilise Internet pour répandre sa propagande, diffuser des modes d'emploi d'explosifs ou pirater des sites stratégiques. « Le seul point commun aux formes diverses de la cybercriminalité est l'usage du réseau. »
Le texte a été adopté en première lecture le 17 février 2010 par l'Assemblée nationale. Les sénateurs ont examiné la loi en septembre 2010, lors de la session extraordinaire consacrée à Loppsi 2.
Le 11 mars 2011, le Conseil constitutionnel a censuré treize articles de la loi LOPPSI 2. Parmi les articles déclarés contraires à la Constitution : l'article 37 qui étendait aux mineurs l'application de peines minimales (« peines plancher »), l'article 41 qui autorisait le procureur de la République à  faire convoquer directement un mineur par un officier de police judiciaire devant le tribunal pour enfants sans saisir au préalable le juge des enfants ou le paragraphe III de l'article 90 qui définissait une peine d'occupation illicite[pas clair][réf. nécessaire] du domicile d'autrui,.
La loi a été publiée au journal officiel du 15 mars 2011.

## Critiques
Tim Berners-Lee a dénoncé « un fléau » en désignant cette loi parmi d'autres en France et à l'international en évoquant : « la vague de législations qui entendent donner aux gouvernements et aux fournisseurs d'accès le droit et le devoir de déconnecter les gens »".
Reporters sans frontières relaye ces inquiétudes en rappelant les possibilités de dérive.

### Retard
Selon l'opposition, cette loi serait prête depuis juillet 2007. Elle dénonce, à demi-mot, un retard stratégique, car la plus grosse tranche du budget de cette loi sera en 2013, après l'élection présidentielle.

### Problèmes de sécurité liés au mouchard
Le projet de loi n'explique pas ce que seront exactement les moyens techniques pour recueillir les données. Mais le FBI a déjà utilisé des programmes qui espionnent les frappes de touches, tel que Magic Lantern, utilisant les techniques des pirates informatiques pour l'installer dans l'ordinateur ciblé. L'utilisation de tels programmes pour ne pas être détectés nécessite la coopération des sociétés éditant les antivirus. Certains experts en sécurité redoutent que des pirates développent des programmes malicieux se faisant passer pour le logiciel du FBI.

### Filtrage
Selon La Quadrature du net :
- Les dispositifs de filtrage de contenu portent une atteinte grave à la neutralité du réseau.
- Toutes les technologies de filtrage sont inefficaces et facilement contournables[20].
- Les moyens de lutter contre la pédopornographie existent déjà et sont principalement humains qui permettent d'ordonner le retrait des contenus et d'arrêter les individus qui les créent. Des accords internationaux de coopération entre services de police et de justice existent déjà pour faire retirer le contenu quel que soit le pays où sont localisés les serveurs.
- Le filtrage des contenus sur Internet par voie administrative est la porte ouverte à des erreurs et à la censure, comme le démontrent les expériences catastrophiques en Finlande[21] et en Australie[22]. Le gouvernement australien a renoncé à un tel dispositif : 32 % des sites filtrés avaient  des contenus à caractère pédopornographique et les 68 % restants comprenaient notamment des sites anti-filtrage et anti-censure.

Une inquiétude majeure est également née du fait qu'un juge n'est pas nécessaire à la censure d'un site par la police, et qu'aucun appel n'est possible à la suite d'une telle censure.
Selon le rapport « Le commerce de la pédopornographie sur Internet de 2000 à 2010 », le filtrage favorisera les « professionnels de la distribution qui, eux, ont mis au point depuis longtemps des dispositifs technologiques et marketing parfaitement à l'abri [de ce] filtrage » :
« Au final, des sommes astronomiques vont être dépensées sans apporter l’ombre d’une solution au problème de la pédophilie. »

### Usurpation d'identité
PC Inpact s'interroge sur l'utilité et l'interprétation de l'article concernant l'usurpation d'identité, car aucune plainte en ce sens n'a été enregistrée sur la plate-forme de signalement de l'Etat .

### Critiques de la presse internationale
Selon Ars Technica, Der Spiegel et The Register, la France s'est dotée de la loi la plus répressive du monde en matière de cybercriminalité, passant devant l'Australie, déjà réputée pour sa sévérité en la matière.

## Avis de la CNIL
La CNIL a rendu le 24 juillet 2009 son avis sur ce projet de loi :
«  Nous sommes inquiets par ce projet de loi. Nous redoutons une utilisation excessive de ce système d’espionnage par la police, qui pourrait mettre en danger la protection des sources journalistiques. Le cadre de mise en œuvre de la captation des données informatiques doit être plus clairement défini. Nous demandons aux parlementaires de présenter des amendements pour mieux encadrer ce projet. »